# Rio Dobreanu (Neamţ)
O Rio Dobreanu é um rio da Romênia, afluente do Neamţ, localizado no distrito de Neamţ.